# Agua Blanca (Portuguesa)
Agua Blanca é um município da Venezuela localizado no estado de Portuguesa. A capital do município é a cidade de Agua Blanca. A população do município estimada em 2008 era de 20 848 habitantes.